# 蒂埃里·雷伊
蒂埃里·雷伊（法語：Thierry Rey，1959年6月1日—），法国男子柔道运动员。他曾代表法国参加1980年夏季奥林匹克运动会柔道比赛，获得男子60公斤级金牌。他于2013年入选国际柔道名人堂。